# Шапа (река)

Шапа — река в России, протекает в Краснослободском районе Республики Мордовия. Устье реки находится в 346 км по левому берегу реки Мокша. Длина реки составляет 14 км.
Исток реки у деревни Заберёзово в 8 км к северо-западу от центра города Краснослободск. Река течёт на северо-восток, протекает сёла Желтоногово и Новый Усад. Приток — Пушкарская (левый). Ниже Нового Усада впадает в боковую старицу Мокши — Старую Мокшу.

## Данные водного реестра
По данным государственного водного реестра России относится к Окскому бассейновому округу, водохозяйственный участок реки — Мокша от истока до водомерного поста города Темников, речной подбассейн реки — Мокша. Речной бассейн реки — Ока.
По данным геоинформационной системы водохозяйственного районирования территории РФ, подготовленной Федеральным агентством водных ресурсов:
- Код водного объекта в государственном водном реестре — 09010200112110000027629
- Код по гидрологической изученности (ГИ) — 110002762
- Код бассейна — 09.01.02.001
- Номер тома по ГИ — 10
- Выпуск по ГИ — 0